# Hưng Thuận
Hưng Thuận là một xã thuộc tỉnh Tây Ninh, Việt Nam.

## Địa lý
Xã Hưng Thuận là một xã nằm ở phía đông bắc của thị xã Trảng Bàng, có vị trí địa lý:
- Phía đông và phía bắc giáp Thành phố Hồ Chí Minh
- Phía tây giáp xã Lộc Ninh, xã Truông Mít và phường Gia Lộc
- Phía nam giáp phường An Tịnh

Xã Hưng Thuận có diện tích 102,72 km², dân số năm 2025 là 26.546 người.

## Hành chính
Xã Hưng Thuận được chia thành 7 ấp: Bùng Binh, Cầu Xe, Xóm Suối, Lộc Thuận, Lộc Trung, Lộc Trị, Tân Thuận.

## Lịch sử
Xã Hưng Thuận thuộc huyện Trảng Bàng được thành lập vào ngày 12 tháng 1 năm 2004 trên cơ sở 1.681 ha diện tích tự nhiên và 2.636 người của xã Lộc Hưng, 2.606 ha diện tích tự nhiên và 6.281 người của xã Đôn Thuận.
Ngày 1 tháng 2 năm 2020, huyện Trảng Bàng chuyển thành thị xã Trảng Bàng, xã Hưng Thuận thuộc thị xã Trảng Bàng.
Trong đợt cải cách hành chính Việt Nam năm 2025, theo Nghị quyết số 1682/NQ–UBTVQH15 xã Đôn Thuận và xã Hưng Thuận thuộc thị xã Trảng Bàng sẽ được sáp nhập và đặt tên là xã Hưng Thuận, tỉnh Tây Ninh.